# Anfangsstück
Anfangsstück ist ein Begriff der Mengenlehre und der Ordnungstheorie. 

## Definition
Eine Klasse {\displaystyle T} wird Anfangsstück der geordneten Klasse {\displaystyle (K,<)} genannt, wenn {\displaystyle \forall x\in K\ \forall b\in T:(x<b\Rightarrow x\in T)}. 
Jede geordnete Klasse {\displaystyle K} zerfällt in zwei disjunkten Teilklassen: {\displaystyle K=T\cup (K\setminus T)}, wobei {\displaystyle \forall x\in T\ \forall y\in (K\setminus T):\neg (y<x)}.